# Karolinska Development
Karolinska Development AB  är ett svenskt investmentföretag för läkemedels- och biotekniska företag. Det grundades 2003 för att utveckla medicinska innovationer inom forskning på Karolinska institutet och andra nordiska universitet. 
Karolinska Developments aktier noterades 2011 på Stockholmsbörsen.